# Cheikh Mbacké
Pour les articles homonymes, voir Mbacké.
Cheikh Seydil Moctar Mbacké est un statisticien sénégalais. Il est chargé de recherche au Centre de Recherche en Économie et Finance Appliquées de l'université de Thiès au Sénégal. Il travaille dans le domaine du développement international, avec un accent particulier sur la population et la recherche en santé en Afrique subsaharienne. Mbacke a été élu associé étranger de l'Académie nationale des sciences (NAS) en 2018.

## Biographie

### Enfance et éducation
Mbacké est originaire de Nioro du Rip, une petite ville du Sénégal. Il a été élevé en parlant la langue wolof, l'anglais et l'espagnol. Il a étudié les statistiques à l'Institut de statistique de l'université de Paris, et a obtenu une licence. Il a obtenu sa maîtrise en démographie à l'Institut de formation et de recherche démographiques de Yaoundé. Il a rejoint la fonction publique au Bureau sénégalais de la statistique en 1976. Mbacké a déménagé à l'Université de Pennsylvanie pour ses études de doctorat, obtenant un doctorat en statistiques en 1986,.

### Carrière et recherches
Après avoir obtenu son diplôme, Mbacké a déménagé à Bamako, où il a commencé sa carrière en tant que chercheur en démographie. Il a travaillé à l'Unité Socio-Economique et de Démographie (USED). Là, il a participé au premier recensement sénégalais. Mbacké a rejoint l'Union internationale pour l'étude scientifique de la population (UIESP) en 1989,.
Mbacké a plaidé pour l'expansion de l'USED, qui est rapidement devenu le Centre d'Études et de Recherche sur la Population pour le Développement (CERPOD). Il a finalement été nommé chef de la division de la formation au Centre de recherche sur la population et le développement du Sahel.
En 1992, Mbacké a quitté le CERPOD pour créer un bureau africain des sciences de la population de la Fondation Rockefeller à Nairobi. Il a dirigé une série de projets de recherche qui mettent en relation des fondations internationales avec des chercheurs en Afrique. Il a été nommé représentant de la Fondation Rockefeller pour l'Afrique en 1999 et directeur des programmes pour l'Afrique en 2000. Il a reçu le Rockefeller Foundation Outstanding Achievement Award en 2003. En 2003, il a déménagé au siège de la Fondation Rockefeller à New York, où il a été nommé vice-président pour la planification régionale.
Il a rejoint le programme de population de la Fondation William et Flora Hewlett (en) en 2006 en tant que conseiller principal. À ce titre, il soutient la formation de spécialistes africains de la population. Mbacké a fait valoir que les dirigeants africains doivent élaborer des politiques de santé durables. Il a siégé au conseil de l'UIESP entre 2010 et 2013.

Il a rejoint le Centre de recherche en économie appliquée et finance de l'université de Thiès en 2015, où il utilise l'approche des comptes de transfert nationaux pour étudier les changements démographiques et la croissance économique. Cette année-là, il a été nommé lauréat de l'Union internationale pour l'étude scientifique de la population (UIESP),. La Fondation Hewlett a décrit l'impact du travail de Mbacké,
"Presque tous les démographes africains et de nombreux spécialistes de la population d'autres régions peuvent retracer un moment charnière de leur propre carrière grâce aux conseils, au soutien, aux idées et à la critique constructive offerts par Cheikh Mbacké".
Mbacké est président du conseil d'administration de Tostan, une organisation en Afrique qui cherche à développer les communautés rurales en Afrique. Il siège au conseil d'administration de l'Institut africain de politique de développement. Il est membre du comité consultatif africain de l'Organisation mondiale de la santé (OMS) sur la recherche et le développement en santé.

## Distinctions
Mbacké a été élu associé étranger de l'Académie nationale des sciences (NAS) en 2018.
L’Union internationale pour l'étude scientifique de la population (UIESP) lui attribue le Prix de l’UIESP, distinguant les contributions exceptionnelles aux avancées de la démographie et les services rendus à l’Union, en 2015.